# Bernd Löhr
Bernd Löhr (* 25. August 1962 in Werlenbach) ist ein deutscher Regisseur und Kameramann.

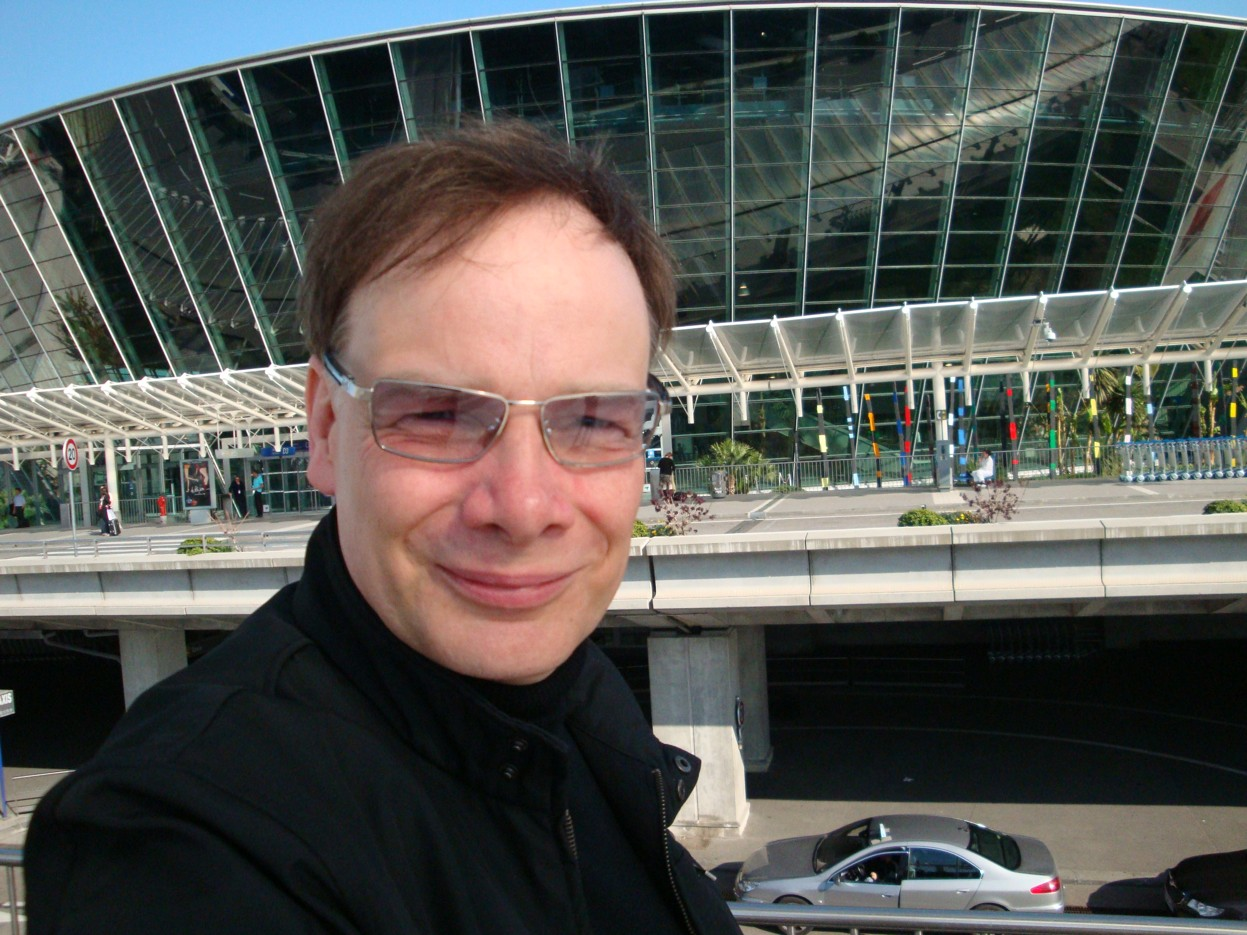
Bernd Löhr

## Biografie
Löhr studierte von 1983 bis 1988 Publizistik, Theaterwissenschaften und Kunstgeschichte an der Freien Universität Berlin. Während des Studiums arbeitete er als Plakatgrafiker und Fotograf. 1988 begann Löhr ein Studium der Regie und Kamera an der Deutschen Film- und Fernsehakademie Berlin.
Als Kameramann arbeitete Bernd Löhr u. a. mit Eoin Moore für mehrere Kinofilme und Fernsehproduktionen zusammen. Daneben ist er als Produzent und Regisseur von Werbe- und Kampagnenspots tätig und lehrt als Gastdozent Digitale Bildgestaltung an der Deutschen Film- und Fernsehakademie.

## Filmografie

### Regisseur
- 1990: Night Comes Falling
- 1992: Blue Murder
- 1995: Wilder Westerwald

### Kameramann
- 1999: Plus Minus Null
- 2002: Pigs will Fly
- 2004: Im Schwitzkasten
- 2004: Polizeiruf 110 – Die Prüfung (TV)
- 2007: Polizeiruf 110 – Jenseits (TV)
- 2008: Polizeiruf 110 – Schweineleben (TV)
- 2009: Polizeiruf 110 – Einer von uns (TV)
- 2011: Polizeiruf 110 – Stillschweigen (TV)